# Mi-17 (航空機)
Mi-8MT/Ми-8МТ
Mi-17/Ми-17
ハンガリー空軍のMi-17
- 用途：多目的ヘリコプター
- 分類：ヘリコプター
- 設計者： MVZミーリ
- 製造者：

  -  KVZ（ロシア語版、英語版）
  -  U-UAZ（ロシア語版、英語版）
- 運用者：

  -  ソ連軍
  -  ロシア連邦軍
  -  ロシア空挺軍
  -  ベラルーシ共和国軍
  -  ウクライナ軍他
- 初飛行：1975年8月17日（Mi-8M）
- 生産数：3,500機以上（Mi-8MT）
- 生産開始：1977年（Mi-8MT）
- 運用開始：1977年（Mi-8MT）
- 運用状況：現役
- 原型機：Mi-8

Mi-17（ミル17；ロシア語：Ми-17ミー・スィムナーッツァチ）は、ソ連のM・L・ミーリ記念モスクワ・ヘリコプター工場（MVZ）が設計した中型多目的ヘリコプターである。国内名称はMi-8MT（Ми-8МТミー・ヴォースィェミ・エーム・テー）、輸出向けの機体がMi-17と呼ばれた。ソビエト連邦の崩壊後は、カザン・ヘリコプター工場（KVZ）とウラン・ウデ航空機工場（U-UZA）にて開発が継続されており、各種派生型が生産されている。北大西洋条約機構（NATO）は、「ヒップH」（Hip-H）のNATOコードネームで識別した。

## 概要

### Mi-8Mの開発
1964年、Mi-8の改良型となるMi-8Mの計画が開始された。この年には、補助動力装置として機体中央線上にジェットエンジンを装備する高速型のMi-8Sの開発も始められた。Mi-8Mでは動力機関を出力を強化した新しいターボシャフトエンジンに変える他、当初はティルトローターの採用も検討されたが、これはすぐに放棄された。年々増加するヘリコプター便の利用者数に鑑み、Mi-8Mには40名の乗客を運ぶ能力が求められた。その結果、Mi-8Mでは機体を延長することで搭載空間を増加し、有効荷重を4tとすることとされた。この能力は、先任機のMi-4はもちろん、同世代の海外の機体と比べても特に優秀なものであった。
1967年11月、共産党中央委員会と人民委員会議はこの改良型ヘリコプターの完成を許可する政令を発した。このときには、MVZは実機模型を完成していた。この機体には、1960年代後半に開発された出力1,900馬力のTV3-117を2基搭載することが予定された。
1971年には、Mi-8Mの計画概要はTsAGIの認可を経て次の段階に進められた。すなわち、機体を延長する大掛かりな改設計を必要とする最終発展型の前に、従来機との中間に位置するような最小限の変更だけを施した機体を製作するということが決定された。従来のMi-8Tに搭載されたTV2-117エンジンは新しいTV3-117MTに換装され、強化されたトランスミッションなどが搭載されることとなった。これに加え、補助動力装置としてAI-9Vエンジンが主動力機関の間に搭載されることとなった。また、飛行特性の改善のため、テイルローターは従来とは逆に回転するよう、左舷側に装備されることとなった。
計画設計は良好であったが、MVZの開発部門は同時にV-12やMi-14、Mi-24といった重要な機体の開発を並行して行っていたため、また、すでに十分な能力を持ったMi-8シリーズの生産が軌道に乗っていたため、設計陣がそれほど必要性を感じなかったMi-8改良型の開発は遅滞した。しかしながら、1970年代初頭からそれまで運用されてきたMi-4の大量退役が開始されると、これを代替する新しい機体の供給が重要度を増すこととなった。TV2-117を搭載するMi-8は高山地帯や熱帯地方などでは運用が困難で、それらの地域で運用されてきたMi-4を代替するのには向かなかった。ここにきてMi-8Mの開発は急がれるようになり、1975年夏には機体が完成され、8月17日に初飛行を実施した。

### Mi-8MTの生産

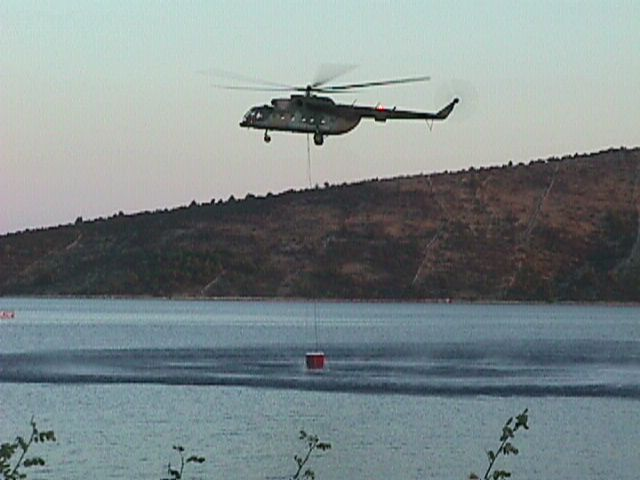
森林火災の消火活動に従事するクロアチア空軍及び防空軍のMi-8MTV-1

飛行試験において、Mi-8Mは際立って良好な性能を示した。特に、飛行上限高度と上昇力は目立った性能向上を見せた。Mi-8Mの横桁は2本から3本に増設された。この機体は1977年にMi-8MTとしてソ連軍に正式採用され、KVZにて生産が開始された。翌年には、改良型のTV3-117MTシリーズIIIエンジンが搭載された。TV3-117には、のちに防塵フィルターが取り付けられた。
当初、TV3-117搭載機の数は先のTV2-117搭載機に比べ少数派に留まっていた。しかしながら、アフガン戦争における戦闘ではTV2-117はその本領を発揮できず、1980年代中盤までには生産ラインではMi-8MTとその派生型が主生産型となっていった。KVZでは、1977年から1997年に掛けて3,500機以上のMi-8MTとその派生型が製造された。それらの機体には、TV3-117MTあるいはTV3-117VMが搭載された。

### Mi-17の生産
1981年には、Mi-8MTは初めてフランス・パリのル・ブルジェ空港で開催されたパリ国際エアショーに出展された。このときのパンフレットにおいて、Mi-8MTには海外向けの名称として新たにMi-17の名称が与えられた。名称が新しくされたのは商業的な理由からである。
旅客機型としてソ連国内に供給されていたMi-8Tの派生型Mi-8P同様の設備を持つ機体として開発されたMi-17の派生型は、Mi-17Pと命名された。この他、Mi-17には海外向けの多数の派生型が提案ないし生産された。Mi-17は、世界の10ヶ国の軍隊で採用された。

### Mi-18の開発
Mi-18/Ми-18
- 用途：多目的ヘリコプター
- 分類：ヘリコプター
- 設計者： MVZミーリ・カザン支局
- 製造者： MVZミーリ・カザン支局
- 運用者： MVZミーリ・カザン支局
- 初飛行：1984年4月28日
- 生産数：2機
- 運用状況：開発中止

Mi-8MTの量産が開始された1977年には、MVZ・カザン支局はTV3-117搭載型Mi-8の開発第二段階に着手した。開発には2機の量産型Mi-8MTが供された。
この機体では、貨物室の増積のため胴体が延長された。その結果、従来の24名にかわり29名の空挺兵を、28名にかわり36名の乗客を、12名の傷病者にかわり18名を輸送できるようになった。電子装備も刷新された。空挺兵の搭乗および降下が容易になるよう、キャビン右舷に扉が追加された。降着装置も引き込み式に改善された。さらに、ガラス繊維を使用した繊維強化プラスチック製ローターや新型エンジン、レーダーの搭載も計画された。こうした改修の結果、機体の空気力学特性のみならず機体耐用性や振動特性も飛躍的に向上された。
この機体はMi-18の名称を与えられ、1979年から試験が開始された。1984年4月28日には初飛行し、工場試験では優れた成績を収めた。しかしながら、政府はペレストロイカの一環として従来型機の派生型開発の中止を決定した。Mi-18も開発中止となり、新しいMi-38の開発に専念することとなった。Mi-18の開発経験の諸要素は、量産型のMi-8MT/17に適用されていくこととなった。

### Mi-8MTVの開発
Mi-8MTV/Ми-8МТВ
Mi-17-1V/Ми-17-1В
リトアニア空軍のMi-8MTV-1
- 用途：多目的ヘリコプター
- 分類：ヘリコプター
- 設計者： MVZミーリ・カザン支局
- 製造者： KVZ
- 運用者

  -  ソ連軍
  -  ロシア連邦軍
  -  ロシア空挺軍
  -  ベラルーシ共和国軍
  -  ウクライナ軍他
- 初飛行：1985年
- 生産開始：1988年
- 運用開始：1988年
- 運用状況：現役

1980年代にはMi-8はすでに「古きよき時代」の機体となっていたが、その次なる重要な開発段階として、これに出力1,639馬力のTV3-117VMエンジンを搭載する派生型が開発された。1985年から2年間の間試験が行われたこの機体はMi-8MTVと命名され、新しい基本型となることが決定された。
エンジン性能向上によりMi-8MTVは標高4,000mまでの高地で離着陸可能となり、また、水平飛行であれば高度6,000mまで可能になった。他、上昇力、航続距離なども向上。搭載機材も近代化され、気象観測レーダーや長距離航法レーダーが搭載された。実戦で必要性が問われた操縦席の装甲板、燃料タンク防護、機首および尾部のPKT機関銃、6箇所のハードポイント、チャフ・フレアディスペンサーなどが増設された。アフガン戦争の経験から、機体の各部分の生存性向上も図られた。安全性の向上のため、Mi-8MTVにはフランス製緊急着水装置が搭載された。
1988年より本格的な量産がカザンにて開始された。Mi-8MTVにはのちにいくつかの派生型が製作されたので、この最初の派生型はMi-8MTV-1と呼ばれるようになった。基本型は輸送、エアボーン、急襲、救急、定期便、火力支援および地雷敷設などあらゆる任務に使用できるよう、各派生型が用意された。
Mi-8MTVの輸出型となるMi-17-1Vでは、TV3-117BMが搭載された。このエンジンの出力は1,900馬力であったが、片発飛行を余儀なくされた場合には最大で2,200馬力にまで出力を高めることができた。また、従来通り主機に加えて補助動力装置としてAI-9Vジェットエンジン1基も搭載した。貨物室には1基または2基の増加燃料タンクを装備でき、これにより航続距離は著しく増大した。また、昼夜間の飛行を可能とするため、流線型の機首（イルカ型と呼ばれる）に新しい機上レーダーなどの電子装備が搭載された。降着装置は、新しい耐氷型のVR-17が装備された。
Mi-17-1Vは、30名の空挺兵を輸送・降下させることができた。また、12名の傷病者と医療器具を搭載して救急輸送機として使用することもできた。貨物に関しては、4,000kgまでの物資をキャビンまたは機外に積載することができた。強襲型については6箇所のハードポイントを有した。そこに装備されるBD3-57KRVMパイロンには、20発のS-8ロケット弾を収納するB8V20ロケット弾ポッドを4基か、あるいは23mm機関砲GSh-23Lを格納したUPK-23-250機関砲ポッド、もしくは50kgから500kgの軽量の爆弾を搭載できた。自衛用装備としては、PKT機関銃が前方に搭載された。また、アクティブ・パッシブ電子装備も艤装された。
輸出向けのバリエーションとしては、エンジンをプラット・アンド・ホイットニー PW127としたもの、電子装備を西側製にしたものも開発された。

### ウラン・ウデでの開発
Mi-8AMT/Ми-8АМТ
Mi-171/Ми-171
MAKS'07で展示されたMi-171Sh「テルミナートル」
- 用途：多目的ヘリコプター
- 分類：ヘリコプター
- 設計者： U-UAZ
- 製造者： U-UAZ
- 運用者

  -  クロアチア空軍及び防空軍
  -  スロバキア空軍
  -  スーダン警察
  -  チェコ空軍
  -  パキスタン空軍
  -  マレーシア空軍他
- 初飛行：1991年
- 生産数：数百機
- 生産開始：1991年
- 運用状況：現役

一方、U-UAZでは1991年よりMi-8MTの生産が開始された。その機体は若干の変更を加えられ、新たにMi-8AMTの名称を与えられた。輸出型は、Mi-171と命名された。
Mi-8AMTには、輸送、エアボーン、救急、旅客、空中消火に使用できるよう、各派生型が用意された。エンジンは、Mi-8MTV同様にTV3-117VMが搭載された。機体構造にはいくつかのバリエーションがあるが、輸送機型は従来の半球型ローディング・ランプ扉を大型の平面的なタラップ型扉に変更している。消防機型は4,000lの消火液を搭載することができる。
ウラン・ウデでは1990年代の内に数百機のMi-8AMT/171が製造された。1997年には、Mi-171Aがロシアにおける型式証明を得た。1999年には、Mi-171の中国における運用許可となるFAR-29の型式証明を得た。これにより、Mi-171は中国での陸上および水上における乗客・貨物輸送に使用できるようになった。
また、1997年にはMi-8AMTの輸送強襲ヘリコプター型となるMi-8AMTShもウラン・ウデで初飛行を実施した。U-UAZでは、このMi-8AMTShをMi-171Shの名称の元、攻撃ヘリコプターとして販売している。
Mi-8AMTShでは操縦席の装甲が下部および前部を中心に増加された。ハードポイントは6箇所で、各種武装を搭載できるようになった。機体の後半球は遠隔操作されるPKT機関銃が防禦した。ハードポイントに搭載する武装には、対戦車ミサイルとしては9M120「アターカV」または9K114「シュトゥールム」、空対空ミサイルとしては9K38「イグラ」が主武装に含まれた。これらのミサイルは、4連装ランチャーを利用して8発携行できた。この他、ロケット弾ポッドや爆弾などが搭載できた。電子装備については同じMi-171Shという名称であっても採用国によって異なる仕様が見られた。特に、原型機では機首下に装備されていた電子工学ポッド類が輸出機ではオミットされている場合が多かった。
Mi-8AMTSh/171Shは、1997年のモスクワのMAKS'97とイギリスのファーンボロー'97、および1999年のファーンボロー'99などに出展された。ファーンボロー'99では、「テルミナートル」という愛称を与えられた。Mi-8AMTSh/171Shは同世代のMi-24と同水準に艤装するのに比較的安く済み、また、運用上の柔軟性ではMi-24を上回っている。また、Mi-8の運用実績や導入予定のある国にとっては特に運用しやすい。こうした長所から、Mi-8AMTSh/171Shはアルジェリアやマレーシア、チェコ、クロアチアなどに採用されている。

### カザンでの発展型
Mi-8MTV-5/Ми-8МТВ-5
Mi-17V-5/Ми-17В-5
イラク空軍のMi-17V-5
- 用途：多目的ヘリコプター
- 分類：ヘリコプター
- 設計者： KVZ
- 製造者： KVZ
- 運用者

  -  ロシア空軍（Mi-8MTV-5）
  -  ルワンダ空軍（Mi-17MD）
  -  ガーナ空軍（Mi-17V-5）
  -  ベネズエラ陸軍（Mi-17V-5パナレ）
  -  ネパール陸軍（Mi-17V-5）他
- 初飛行：1997年（Mi-17M）
- 生産開始：1997年
- 運用状況：現役

Mi-8MTV-1/17-1Vに続き、1990年にはカザン・ヘリコプター工場にて新しい基本型となるMi-8MTV-2とMi-8MTV-3が開発された。これらのキャビンには従来の24名にかわり30名の空挺兵を収容できるようになっていた。また、装甲も強化され、各種システムも近代化された。Mi-8MTV-2ではスタブウイングのハードポイントは6箇所であったが、Mi-8MTV-3では4箇所に減ぜられ、かわりに対応する武装の種類は8種類から24種類に広げられた。Mi-8MTV-3は強度と弦を増した操舵ローターやパラシュートを使用しない空挺兵のためのシステム、重い物資を吊り上げることのできる機上起重機を装備した。1991年に完成したMi-8MTV-3は、輸出用のVIP仕様機であるMi-172の原型機となった。Mi-172は1994年に完成し、FAR-29の型式証明を得たあと輸出された。Mi-172のロシアでの型式は、Mi-172Aと呼ばれた。
1992年にはすべての近代化改修を取り入れた派生型となるMi-17Mが完成された。これまでの改良点に加え、Mi-17MではGPS航法システムと新しいレーダー、大型化された舷側扉、Mi-26式に改められた平面的な形状の水圧式タラップ型尾部ローディング・ランプが装備された。カナダのケロウナ・フライ社およびハネウェル社との交渉の結果、共同で西側仕様の派生型となるMi-17KFが開発された。この機体は、西側製の機材、特にグラスコックピットで特徴づけられた。エンジンは、出力1,923馬力（1,434kWt）のTV3-117MTと2,070馬力（1,545kWt）のTV3-117MVが任意に選択できた。なお、「KF」とは「ケロウナ・フライ」の略号である。
Mi-17Mは、1997年にカザンにてMi-17Mのデモ機が、当面の基本型となるMi-8MTV-5の基礎を作るために製作された。Mi-8MTV-5は輸出名称Mi-17V-5あるいはMi-17MDで呼ばれ、輸送機として国内外の航空機市場にて大きな成功を収めた。
Mi-8MTV-5が従来型と異なるのは、機体形状と構造が近代化された点であった。右舷には新しい出入扉が設けられ、左舷の扉は著しく拡大された。ランプの両開き扉は、Mi-17M同様水圧式のタラップ型扉に改められた。空挺兵席は36に増加された。こうした改設計により、空挺兵は3組に分かれ、後部ランプと左右2つの扉から同時に降下することができるようになった。36名が降下するのに掛かる時間は、わずか15分であった。
左舷扉が拡大されたことにより、新しい救助用装備品を搭載することができるようになった。装備品には、300kgまでの物資を吊り上げられる起重機も含まれた。この装置を使い、Mi-8MTV-5は同時に3名の人間を速やかに吊り上げることができた。床面に備わっている大型のハッチを開けることにより、外部に4.5tの物資を吊り下げることができた。
Mi-8MTV-5の機首部分は、完全に新しくされていた。流線型に改められた機首には、新しい気象レーダーや電波装備を搭載することができた。Mi-8MTV-5には、新しい航法装備や夜間暗視装置が搭載された。暗視装置の追加により、Mi-8MTV-5は全天候下において、また、あらゆる時間帯において積極的な活動ができるようになった。最終的に、Mi-8MTV-5は新しい外見と新しい装備を得て、今後とも主力機としてMi-8の派生型が世界中で運用されていく素地を作り上げた。
KVZで製造されているMi-17-1V、Mi-172、Mi-17V-5は、いずれもグラスコックピットと海外製の任意の機材を装備できるよう設計されている。エンジンは新しいVK-2500が用意されており、このエンジンは通常で2,400馬力、緊急時には2,700馬力の出力を発揮できる。補助動力装置には、チェコ製のSAFIR-5K/Gが選択されている。高山地帯であるチベットで行われた原型機Mi-17Vの試験では、飛行高度は7,950mに達し、標高5.5kmの地点での離着陸にも成功した。エンジンの始動は標高6kmまでで行うことができる。

## 性能・主要諸元

### Mi-8MT

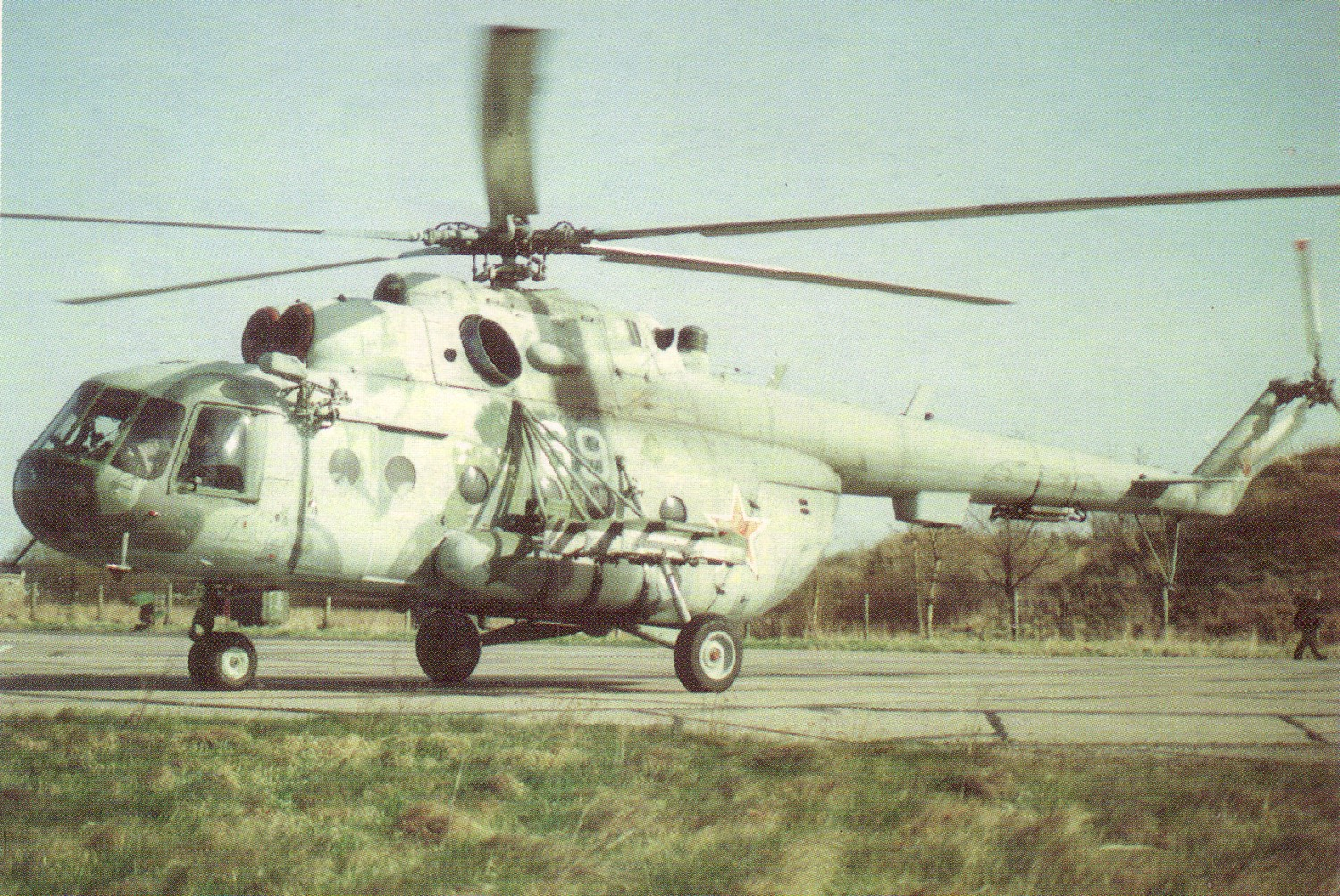
ソ連軍のMi-8MT（防塵フィルター未装備）

- 用途：多目的ヘリコプター（Многоцелевой вертолет）
- 初飛行：1975年8月17日
- 製造期間：1977年-1997年
- 主回転翼直径：21.30m
- テールローター直径：3.91m
- 全長：18.42m
- 全高：5.34m
- 空虚重量：7,200kg
- 通常離陸重量：11,100kg
- 最大離陸重量：13,000kg
- 発動機：クリーモフ TV3-117MTターボシャフトエンジン×2
- 出力：1,454kWt×2
- 補助動力装置：イーフチェンコ＝プログレース AI-9V ターボジェットエンジン×1
- 超過禁止速度：250km/h
- 巡航速度：230km/h
- 実用航続距離：500km
- 上昇率：540m/min
- 実用上昇限度：5,000m
- ホバリング上昇限度：1,760m
- 乗員：2-3名
- 積載量：乗客24名、または付添い人を含む担架12台、または4,000kgまでの物資を機内外に搭載可能

### Mi-8MTV

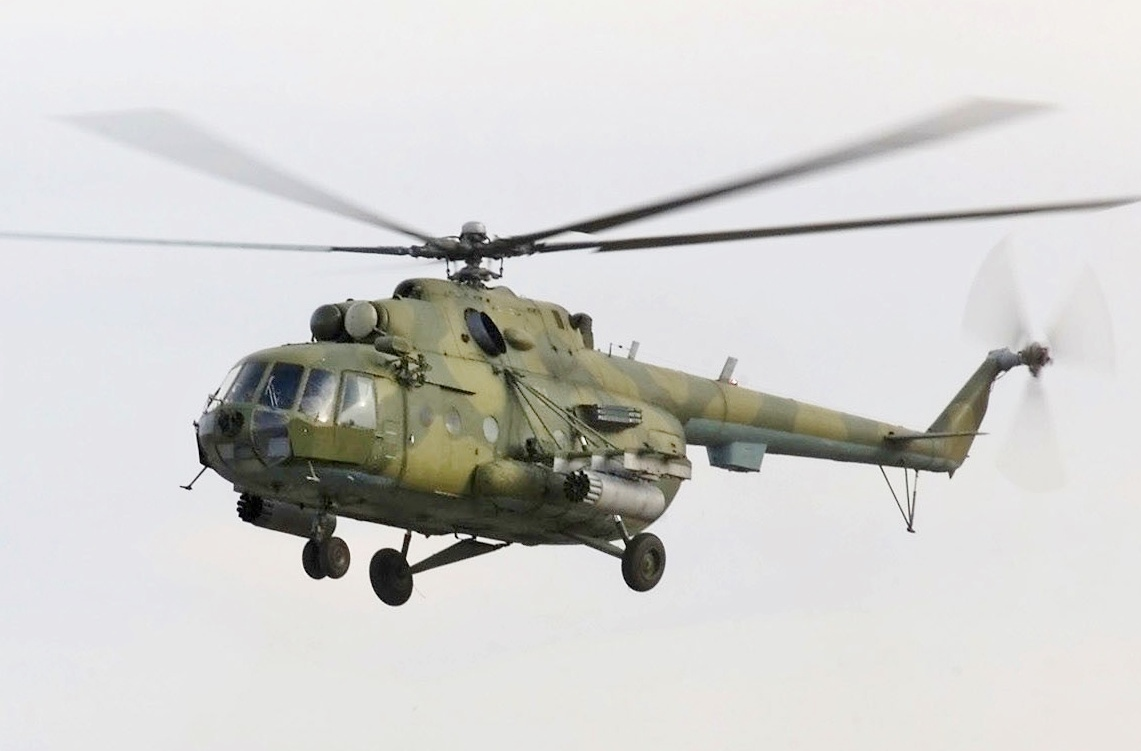
カザフスタン防空軍のMi-8MTV

- 用途：多目的ヘリコプター（Многоцелевой вертолет）
- 初飛行：1985年
- 製造期間：1988年-
- 主回転翼直径：21.30m
- テールローター直径：3.91m
- 全長：18.42m
- 全高：5.34m
- 空虚重量：7,381kg
- 通常離陸重量：11,100kg
- 最大離陸重量：13,000kg
- 発動機：クリーモフ TV3-117VM ターボシャフトエンジン×2
- 出力：1,639kWt×2
- 補助動力装置：イーフチェンコ＝プログレース AI-9V ターボジェットエンジン×1
- 超過禁止速度：250km/h
- 巡航速度：230km/h
- 実用航続距離：500km
- 上昇率：540m/min
- 実用上昇限度：6,000m
- ホバリング上昇限度：3,980m
- 乗員：2-3名
- 積載量：乗客24名、または付添い人を含む担架12台、または4,000kgまでの物資を機内外に搭載可能

## 派生型

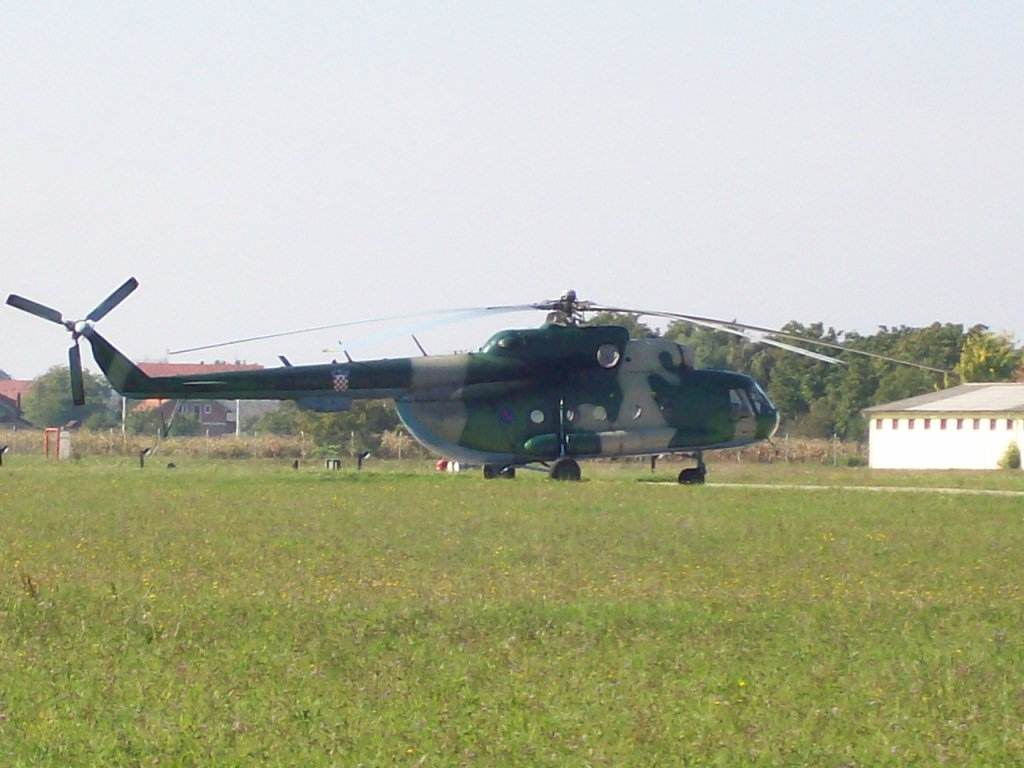
Mi-8MTV-1

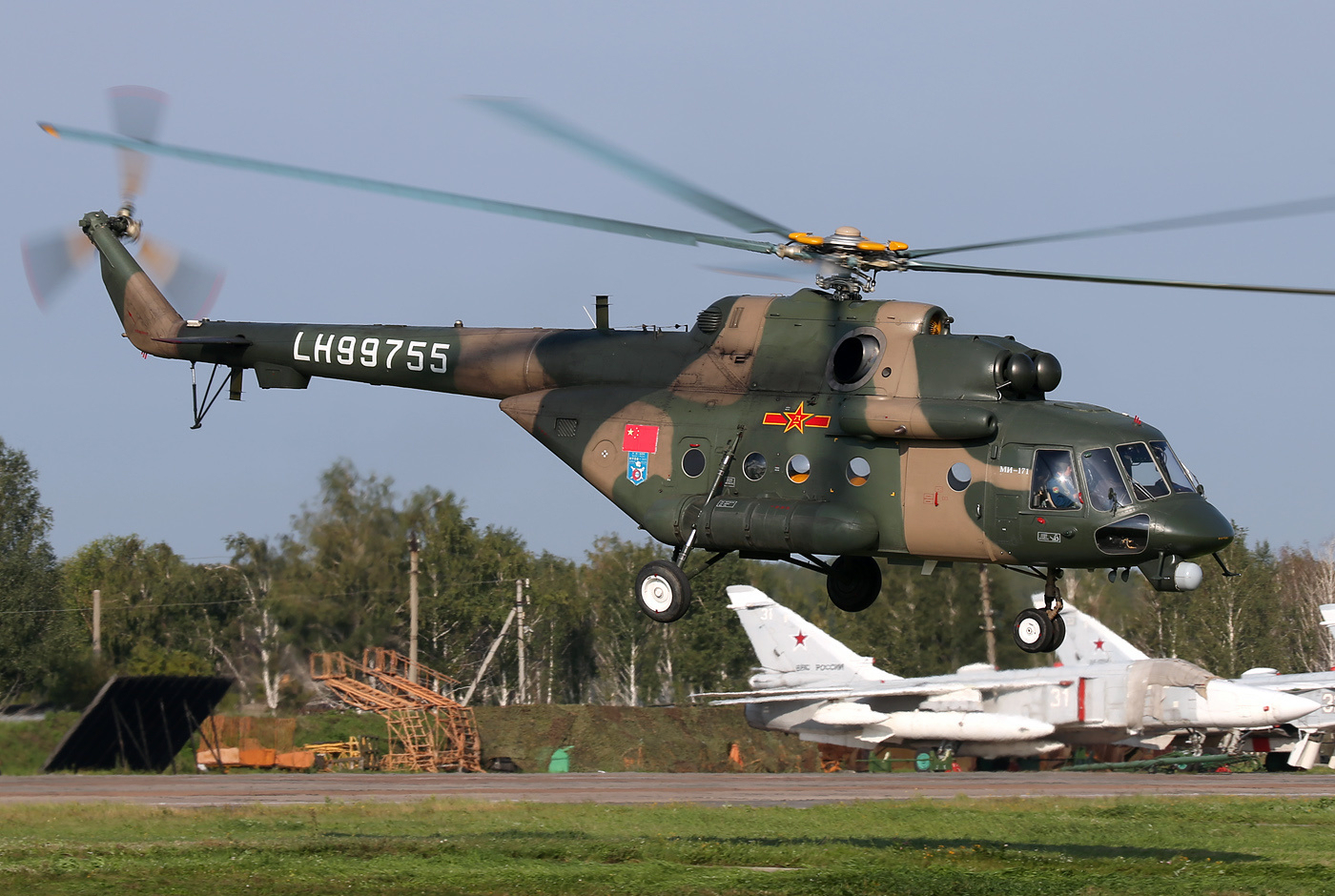
中国軍のMi-17-1V

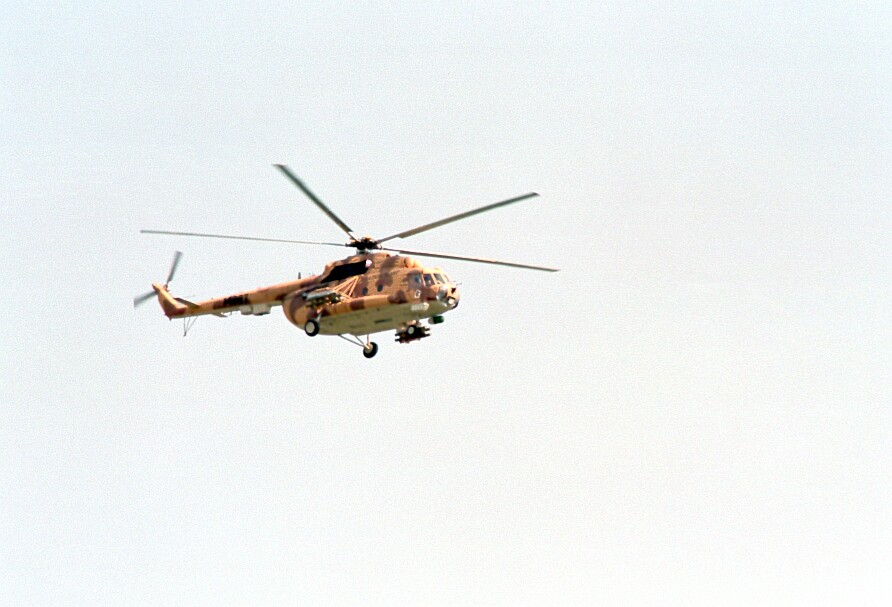
Mi-171Sh

Mi-8AMT / Ми-8АМТ
Mi-8MTV-1のウラン・ウデ航空機工場製造版。Mi-8MTV-1から若干の変更が加えられているが、エンジンは変更されていない。
Mi-8AMTSh / Ми-8АМТШ
Mi-8AMTの強襲ヘリコプター（Вертолет-штурмовик）型。対戦車ミサイルを運用できる。
Mi-8MT / Ми-8МТ
基本型。TV3-117MTを双発とし、補助動力装置として搭載。
Mi-8MTV / Ми-8МТВ - Mi-8MTV-1 / Ми-8МТВ-1
武装輸送機型。TV3-117VMエンジンを搭載した。飛行上限高度が6,000mに向上された。1988年よりカザンにて製造された。
Mi-8MT「レターユシチイ・クラーン」 / Ми-8МТ "Летающий кран"
愛称はロシア語で「空飛ぶクレーン」の意味。貨物室に備えられたクレーン操作室が特徴。
Mi-8MT「メテオ」 / Ми-8МТ "Метео"
気象観測機。1990年に12機のMi-8MTがこの仕様に改修された。
Mi-8MTT / Ми-8МТТ
帰還した宇宙船の捜索機。
Mi-8MTA / Ми-8МТА
近接戦術偵察機型。
Mi-8MTB / Ми-8МТБ
空中病院機（Воздушный госпиталь）型。1978年に製作された。
Mi-8MTV-2 / Ми-8МТВ-2
強化された防護装甲と新しいテイルローター、ヘリボーン装備、重量物引上用機上クレーンおよび新しい機内装備を搭載し、操縦配線系統の耐久性を高めた改修型。30名の空挺兵を輸送できた。
Mi-8MTV-3 / Ми-8МТВ-3
より高度な改良型。対応武装の種類を増やすかわりに、ハードポイントを4箇所に減じた。
Mi-8MTV-3G / Ми-8МТВ-3Г
Mi-8MTV-3の派生型で、空中病院機型。
Mi-8MTV-5 / Ми-8МТВ-5 - Mi-17V-5/Ми-17В-5
改修型。新しい複合素材を用いたローターブレード、軸套、緊急用着水装備、新しい燃料系統、2室式ブースターで特徴付けられる。機外にはまた、5tまでの物資を吊り下げることができる。1997年に完成された。
Mi-8MTV-7 / Ми-8МТВ-7 - Mi-17V-7/Ми-17В-7
Mi-8MTV-5のエンジンをVK-2500に、補助動力装置をSAFIR-5K/G MIに換装した。ペイロードが1000kg増加し、巡航速度が20km/h速くなった。
Mi-8MTBM / Ми-8МТБМ
医療機（Медицинский）型。いわゆるドクターヘリである。
Mi-8MTBMPS / Ми-8МТБМПС
捜索救助医療機（Медицинский поисково-спасательный）型。
Mi-8MTD / Ми-8МТД
救難機（Спасательный）型。帰還した宇宙飛行士や事故で不時着した航空機の遭難者を捜索する。

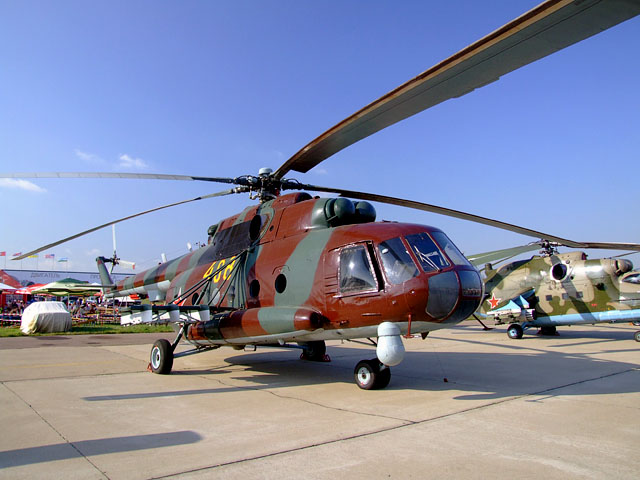
Mi-8MTKO

Mi-8MTKO / Ми-8МТКО - Mi-17N / Ми-17Н
多目的昼夜間輸送戦闘ヘリコプター（Многоцелевой круглосуточный транспортно-боевой вертолет）型。光学電子ジャイロスタビライザー、赤外線およびレーザー暗視装置、昼夜間用監視装置、昼夜間用航法装置など、24時間全天候下において活動できる新装備が搭載された。また、搭載武装も強化され、各種ロケット弾や機関砲コンテナの他、対戦車ミサイル9M14「マリュートカ」ならば6発、M-17P「スコルピオーン」ならば4発を搭載できる。ロシア連邦軍がチェチェン戦争および北カフカースで試験した他、ベラルーシ空軍及び防空軍に採用されている。輸出向けのMi-17Nの「N」は、「夜間用」を意味する「Ночной」の略号。
Mi-8MTM / Ми-8МТМ
空中病院（Воздушный госпиталь）型。
Mi-8MTN / Ми-8МТН
宇宙飛行士の医療支援機。1979年に完成。
Mi-8MTP / Ми-8МТП
電子妨害機（Постановщик помех）型。
Mi-8MTPB / Ми-8МТПБ
電子妨害機型。輸出型はMi-17PPと呼ばれた。
Mi-8MTPI / Ми-8МТПИ
電子妨害機型。
Mi-8MTPSh / Ми-8МТПШ
電子妨害機型。
Mi-8MTPD / Ми-8МТД
電子妨害機型。
Mi-8MTPR1 / Ми-8МТР1
電子妨害機型。
Mi-8MTPR2 / Ми-8МТР2
電子妨害機型。
Mi-8MTS / Ми-8МТС
電子妨害機型。
Mi-8MTU / Ми-8МТУ
電子妨害機型。機首に大型の円形ドーム型レドームを備える。ウクライナ空軍が配備していた。
Mi-8MTSh1 / Ми-8МТШ1
電子妨害機型。
Mi-8MTSh2 / Ми-8МТШ2
電子妨害機型。
Mi-8MTSh3 / Ми-8МТШ3
電子妨害機型。
Mi-8MTYa / Ми-8МТЯ
電子妨害機型。
Mi-8MT-1S / Ми-8МТ-1С
電子妨害機型。
Mi-8MTS / Ми-8МТС
電波偵察機型。1986年に完成。
Mi-8MTT / Ми-8МТТ
電波偵察機型。1986年に完成。
Mi-8MTSkh / Ми-8МТСх
農業用機（Сельскохозяйственный）型。
Mi-8MTF / Ми-8МТФ
写真偵察機型。1984年に完成。
Mi-8MTF (II) / Ми-8МТФ (II)
煙幕妨害機（Постановщик дымовых завес）型。1987年に完成。
Mi-13 / Ми-13 - Mi-8MTI / Ми-8МТИ
電子妨害機型。
Mi-14 / Ми-14
水陸両用機型。
Mi-17 / Ми-17
Mi-8MTの輸出型。
Mi-17-1V / Ми-17-1В
Mi-8MTV-1の輸出型。
Mi-17-1VA / Ми-17-1ВА
空中病院機型。1989年のパリ航空ショーで公開された。出力1,678kWtのTV3-117VMを搭載した。
Mi-17G / Ми-17Г
Mi-17-1VAの輸出向け派生型。
Mi-17KF / Ми-17КФ
輸出型。カナダのケロウナ・フライ社およびハネウェル社との共同開発で完成された。イルカ型機首に西側製電子装備を搭載する。
Mi-17M / Ми-17М
改良型。大型のタラップ式ローディング・ランプを装備した。積載量は5tに増加され、搭載機器も刷新された。1992年に完成された。
Mi-17P / Ми-17П
旅客機型。
Mi-17PI / Ми-17ПИ
輸出向けの電子妨害機型。
Mi-17PP / Ми-17ПП
輸出向けの電子妨害機型。Mi-8MTRBの輸出仕様。
Mi-17PG / Ми-17ПГ
輸出向けの電子妨害機型。
Mi-17RRA / Ми-17РРА
電子戦用の派生型。1990年に登場した。
Mi-17V-5 / Ми-17В-5 - Mi-17MD / Ми-17МД
Mi-8MTV-5の輸出型。右舷の扉、タラップ式ローディング・ランプ、イルカ型機首を特徴とする。
Mi-17V-7/Ми-17В-7
Mi-8MTV-7の輸出型。
Mi-171 / Ми-171
Mi-8AMTの輸出型。
Mi-171A / Ми-171А
Mi-171の民間旅客輸送型。型式証明FAR 29およびJAR 29を取得。
Mi-171A1/ Ми-171А1
Mi-171の民間貨物輸送型。型式証明FAR 29およびJAR 29を取得。
Mi-171E / Ми-171Е
Mi-171のエンジンをVK-2500に換装。
Mi-171TP / Ми-171ТП
Mi-171の改良型。1997年に完成。
Mi-171Sh/ Ми-171Ш
Mi-8AMTSh強襲ヘリコプターの輸出型。
Mi-172 / Ми-172
Mi-8MTV-3の輸出型。1991年に完成。1994年に型式証明FAR-29を取得。
Mi-172PT / Ми-172ПТ
改良型。1997年に完成。
Mi-17Z-2
電子妨害機型。チェコスロバキアで製作された。
Mi-18 / Ми-18
軍用輸送機型。貨物室容積を増やすため、胴体が1m延長されている。政治・経済的理由から開発は中止された。
Mi-19 / Ми-9
ソ連では空中指揮通信機型としてMi-8TをベースとしたMi-9を生産してきたが、Mi-8MTの完成により1987年を以って同型の製造はMi-8MTを基にしたMi-19に切り替えた。
Mi-19R / Ми-19Р
ミサイル師団用に製造されたMi-19の派生型。

## 運用国
軍用および準軍用のみ掲載。（x 数字）は保有機数。
| アブハジア 軍 アフガニスタン 空軍 - Mi-17/8MTV-1 アルジェリア 空軍 アンゴラ 空軍 アルメニア 共和国軍 空軍 - 2024年時点で、10機のMi-8MT、4機のMi-8MTV-5を保有。 アゼルバイジャン 軍 空軍 - 2024年時点で、33機のMi-17-1Vを保有。 海軍 バングラデシュ 空軍 - Mi-17 ベラルーシ 共和国軍 空軍及び防空軍 - Mi-8MTV/-1/MTKO ボスニア・ヘルツェゴヴィナ 空軍 - Mi-17/8MTV-1 ブルガリア 軍 空軍 - 2024年時点で、5機のMi-17を保有。 ブルキナファソ 空軍 カンボジア 空軍 チャド 空軍 中華人民共和国 人民解放軍 コロンビア 陸軍 - 2008年、イングリッド・ベタンクールらの人質救出作戦で使用された。2024年時点で、8機のMi-17-1V、6機のMi-17MD、5機のMi-17V-5を保有。 コンゴ共和国 空軍 コスタリカ 航空警察 1992年にニカラグアから導入、要人輸送に利用されたが、2002年にコロンビア陸軍へ売却した。 クロアチア 共和国軍 空軍及び防空軍 - Mi-8MTV-1 キューバ 空軍 チェコ 空軍 - Mi-17/171/171Sh チェコスロバキア 空軍 - Mi-17 ジブチ 空軍 - 2024年時点で、1機のMi-17を保有。 エクアドル エクアドル陸軍 - 2024年時点で、3機のMi-17-1V、2機のMi-17-1Eを保有。 空軍 エジプト 空軍 エリトリア 空軍 エチオピア 空軍 ガーナ 空軍 - 2024年時点で、3機のMi-17V-5、4機のMi-171Shを保有。 ジョージア 軍 空軍 ハンガリー 空軍 インド 空軍 - 2024年時点で、35機のMi-17、45機のMi-17-1V、148機のMi-17V-5を保有。 インドネシア 空軍 イラク 空軍 イラン 空軍 カザフスタン 共和国軍 防空軍 - 2023年時点で、20機のMi-17V-5、6機のMi-171Shを保有。 陸軍航空隊 ケニア 空軍 - 2024年時点で、1機のMi-171Eを保有。 キルギス 空軍 - 2023年時点で、4機のMi-8MTを保有。 ラオス 空軍 ラトヴィア 空軍 - Mi-8MTV-1 リビア 空軍 - Mi-17 | リトアニア 空軍 - Mi-8MTV-1 マレーシア 空軍 メキシコ 空軍 - Mi-8MTV-1 海軍 - Mi-8MTV-1 警察 - Mi-8MTV-1 モルドヴァ 空軍 - 2023年時点で、4機のMi-8MTV-1を保有。 モンゴル国 空軍 ミャンマー 空軍 ワ州連合軍 - Mi-17 中国から供与。自衛用としてTY-90対空ミサイルが装備可能といわれる。 ネパール 陸軍 - 2023年時点で、3機のMi-17-1Vと2機のMi-17V-5を保有。 ニカラグア 空軍 朝鮮民主主義人民共和国 人民軍空軍 北マケドニア共和国 航空団 - 2024年時点で、4機のMi-8MTVと2機のMi-17を保有。 パキスタン 空軍 - 2023年時点で、4機のMi-171Shを保有。 パプアニューギニア 空軍 ペルー 空軍 ポーランド 空軍 - Mi-17/17AE/8MTV-1 ルーマニア 空軍 - Mi-17 ロシア連邦 連邦軍 空軍 海軍航空隊 陸軍航空隊 国境軍 国内軍 非常事態省 ルワンダ 空軍 - Mi-17/MD サウジアラビア 空軍 セルビア 空軍 - Mi-17V セルビア・モンテネグロ 空軍 - Mi-17V シエラレオネ シエラレオネ軍 - 2024年時点で、2機のMi-8/17を保有（稼働状態は疑問）。 スロバキア 空軍 - Mi-17/171 ソ連 連邦軍 空軍 海軍航空隊 陸軍航空隊 スリランカ 空軍 - Mi-17-1V/17M/171 シリア 空軍 タジキスタン 空軍 - 2023年時点で、Mi-8とM-17TMを合わせて11機保有。 トルコ 警察 - Mi-17-1V（x 78） トルクメニスタン 空軍 - 2024年時点で、2機のMi-17V-Vを保有。 ウガンダ 空軍 ウクライナ 軍 空軍 海軍航空隊 陸軍航空隊 国家国境庁 非常事態省 アメリカ合衆国 空軍特殊作戦コマンド ウズベキスタン 空軍 ベネズエラ 陸軍 - Mi-17V-5パナレ（Panare） ベトナム 人民空軍 ユーゴスラヴィア 空軍及び防空軍 日本 オウム真理教 - 保有していた1機はジブチ空軍に売却された。 |

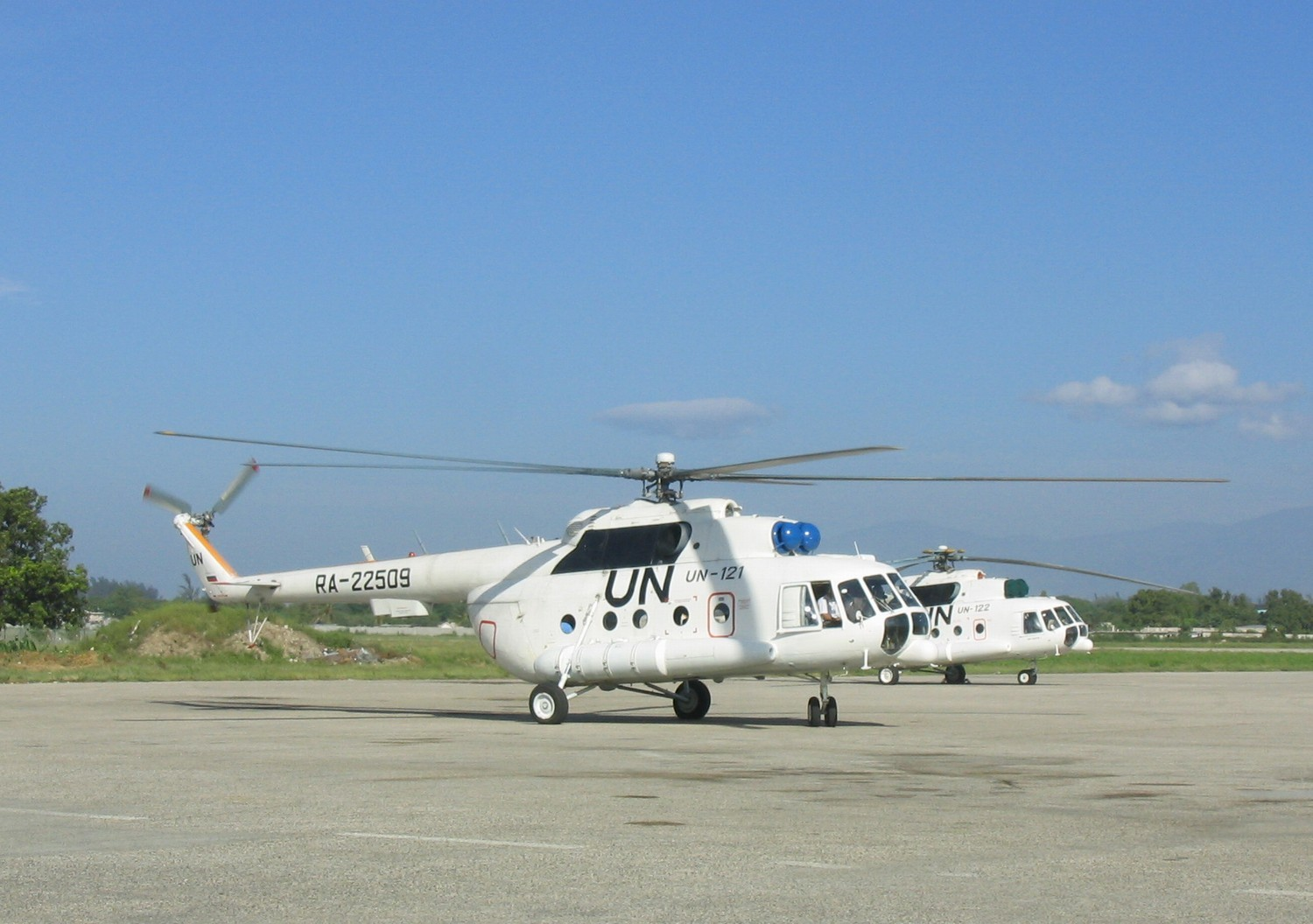
国際連合のMi-8MTV-1
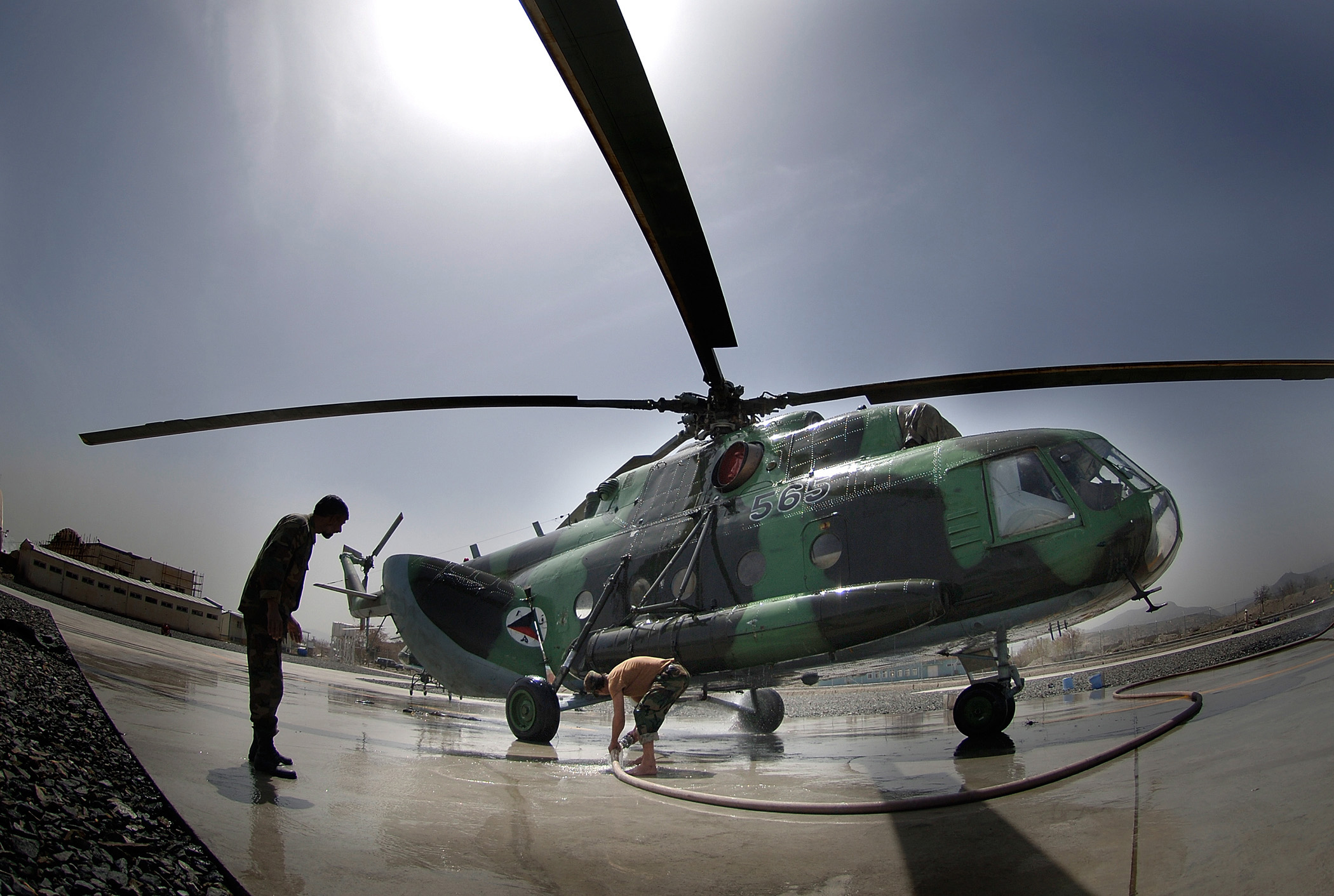
アフガニスタン国軍のMi-17
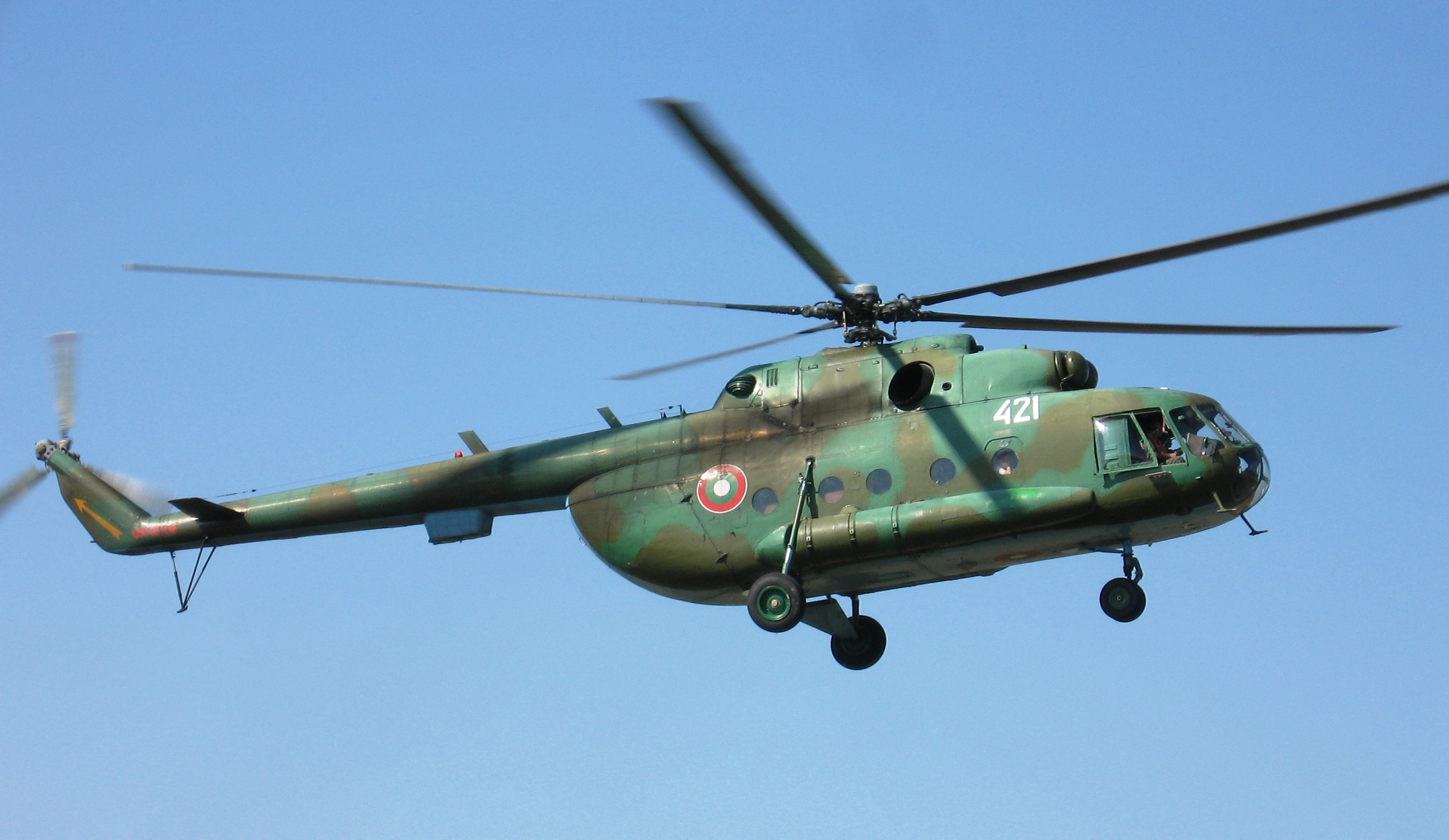
ブルガリア空軍のMi-17
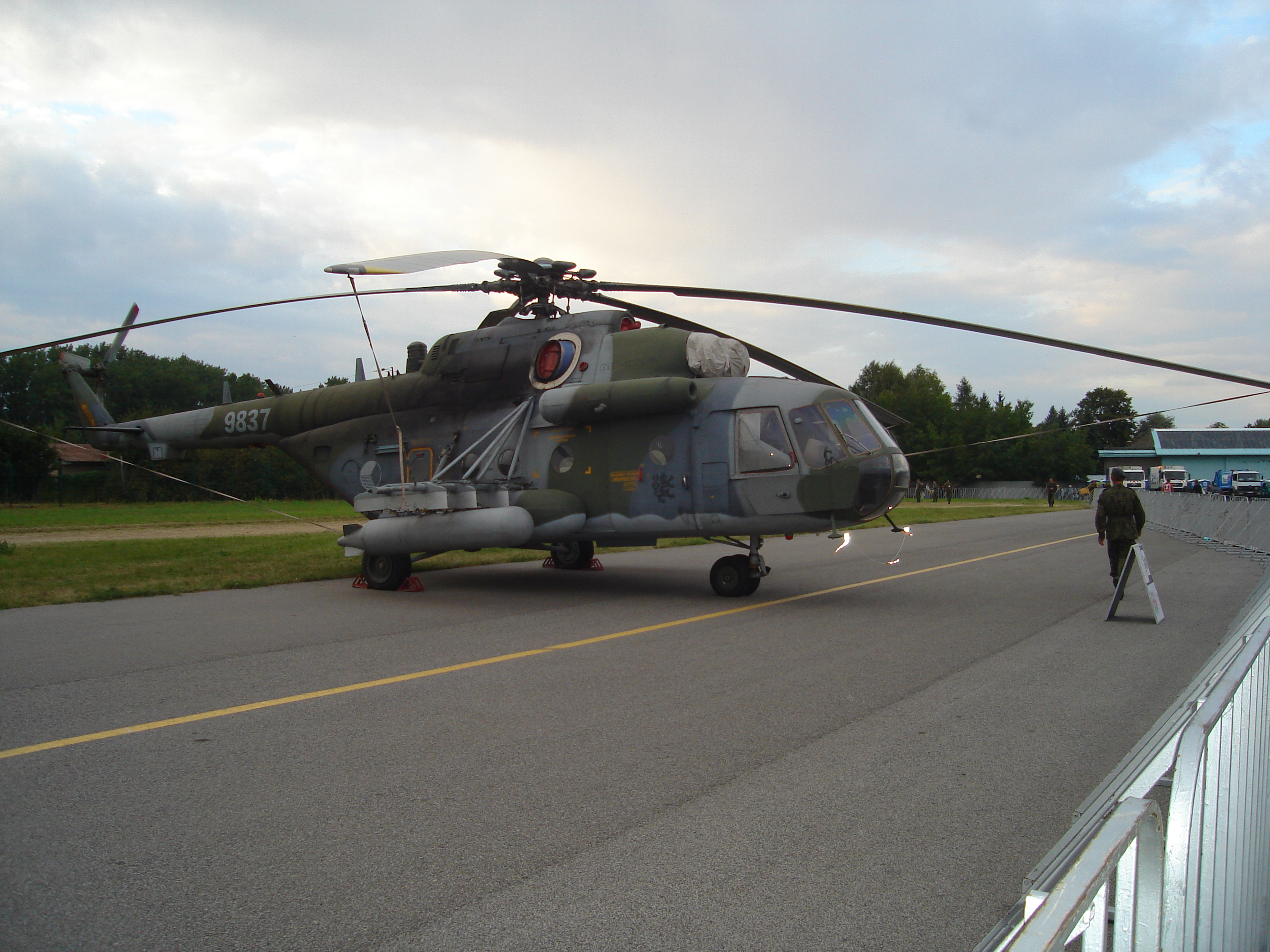
チェコ空軍のMi-171Sh
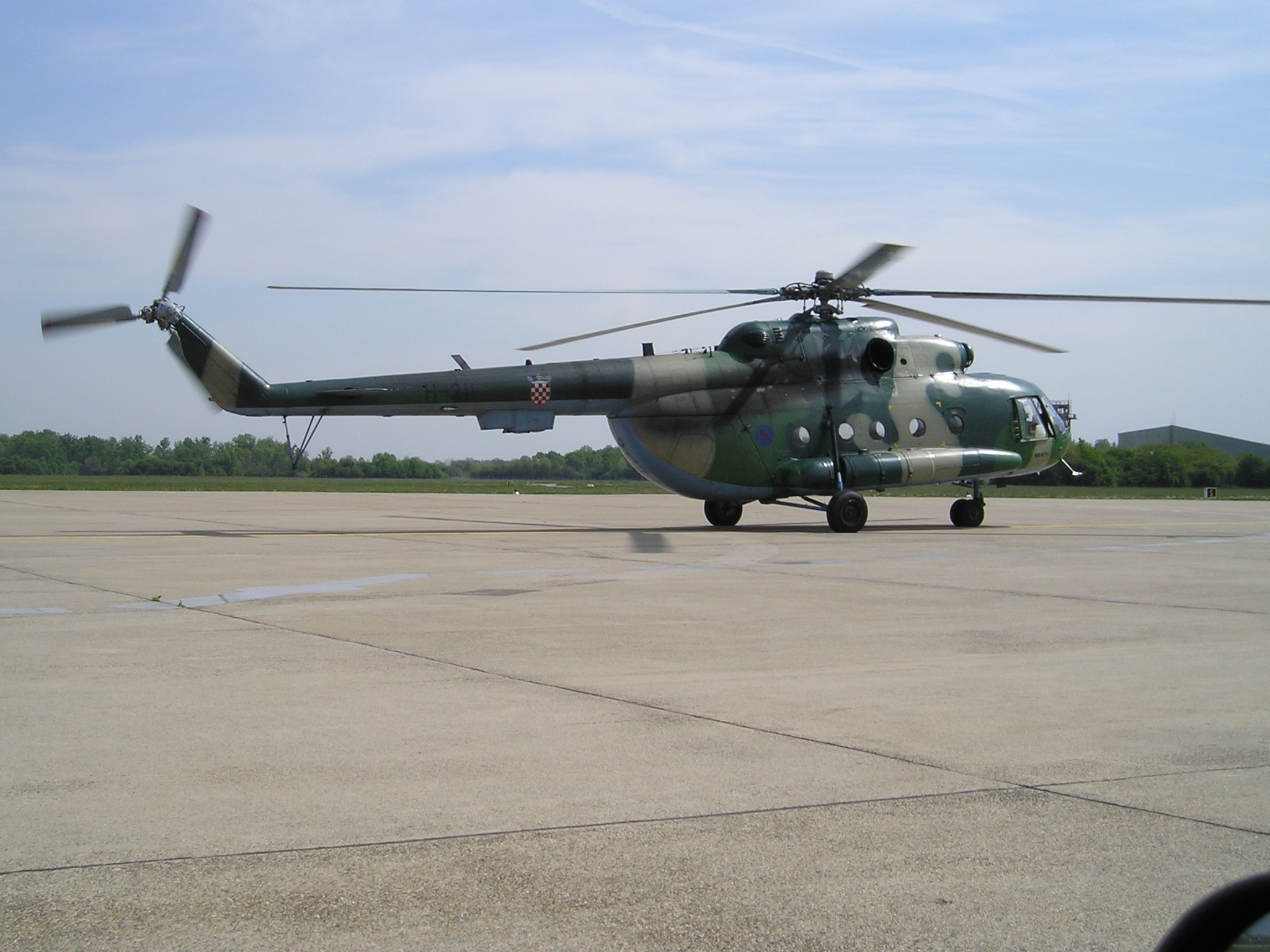
クロアチア空軍及び防空軍のMi-8MTV-1
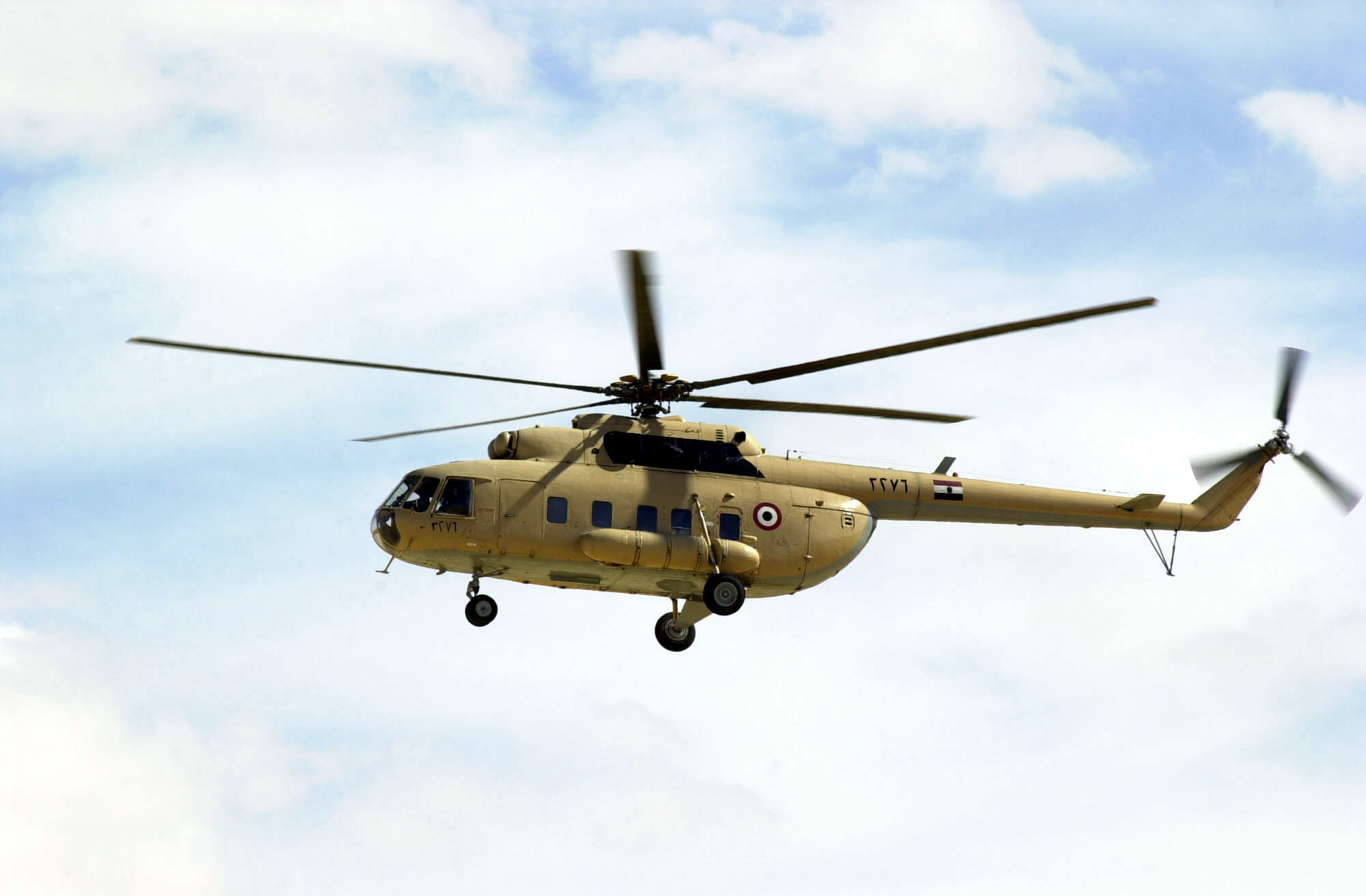
エジプト空軍のMi-17
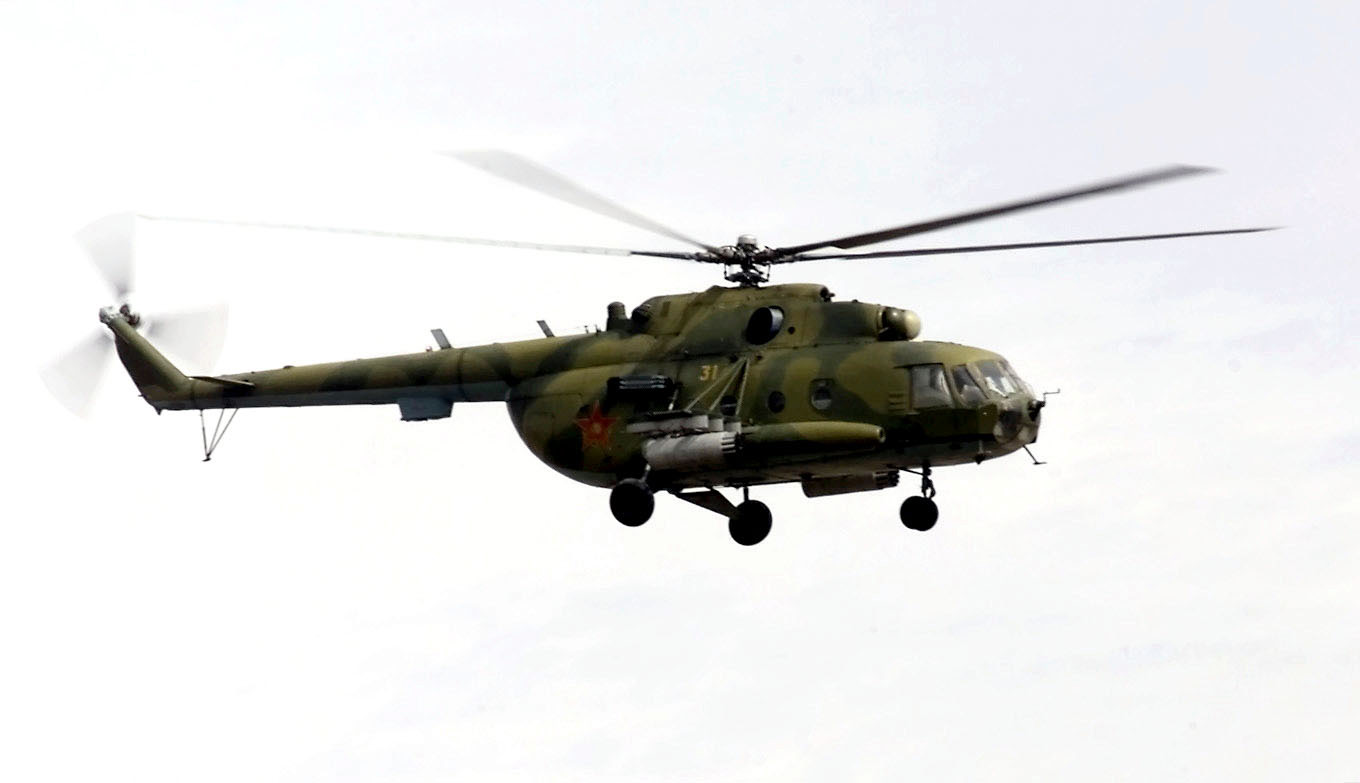
カザフスタン防空軍のMi-8MTV
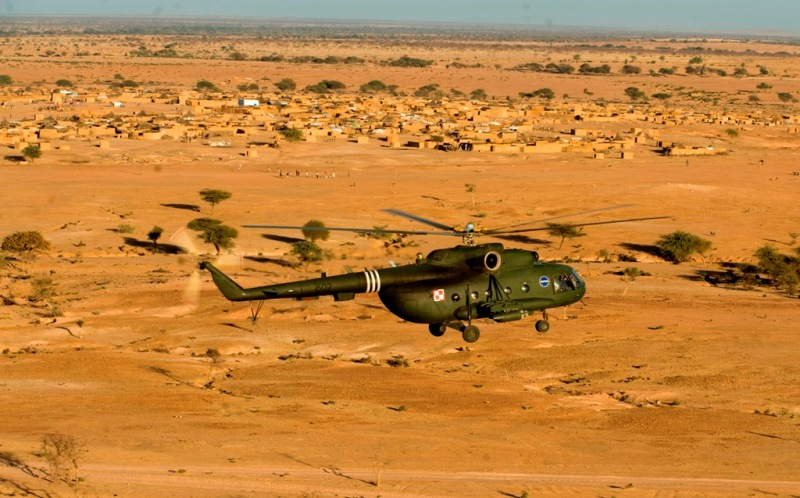
ポーランド空軍のMi-17
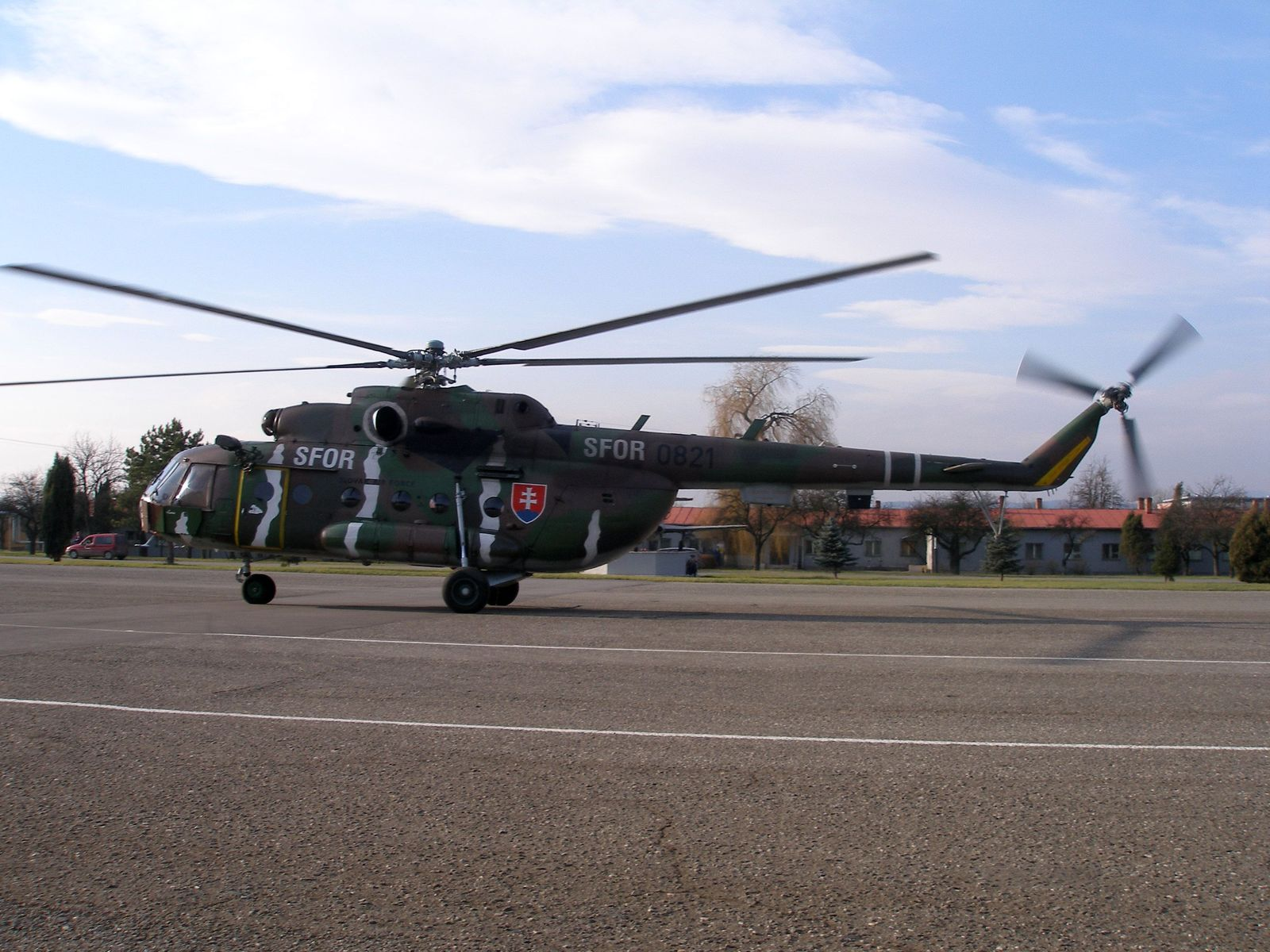
スロバキア空軍のMi-17
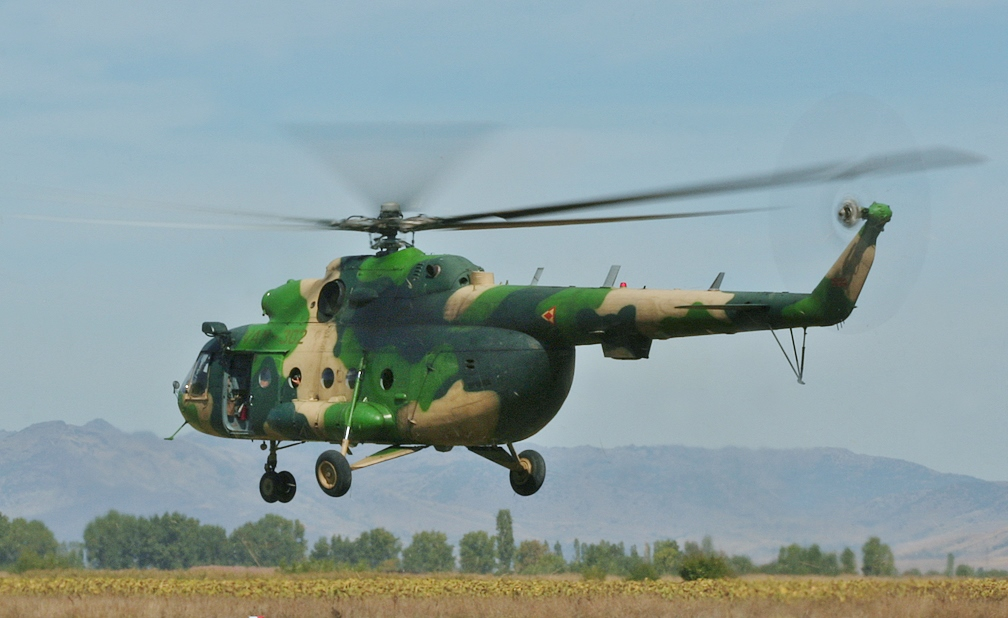
マケドニア軍のMi-17
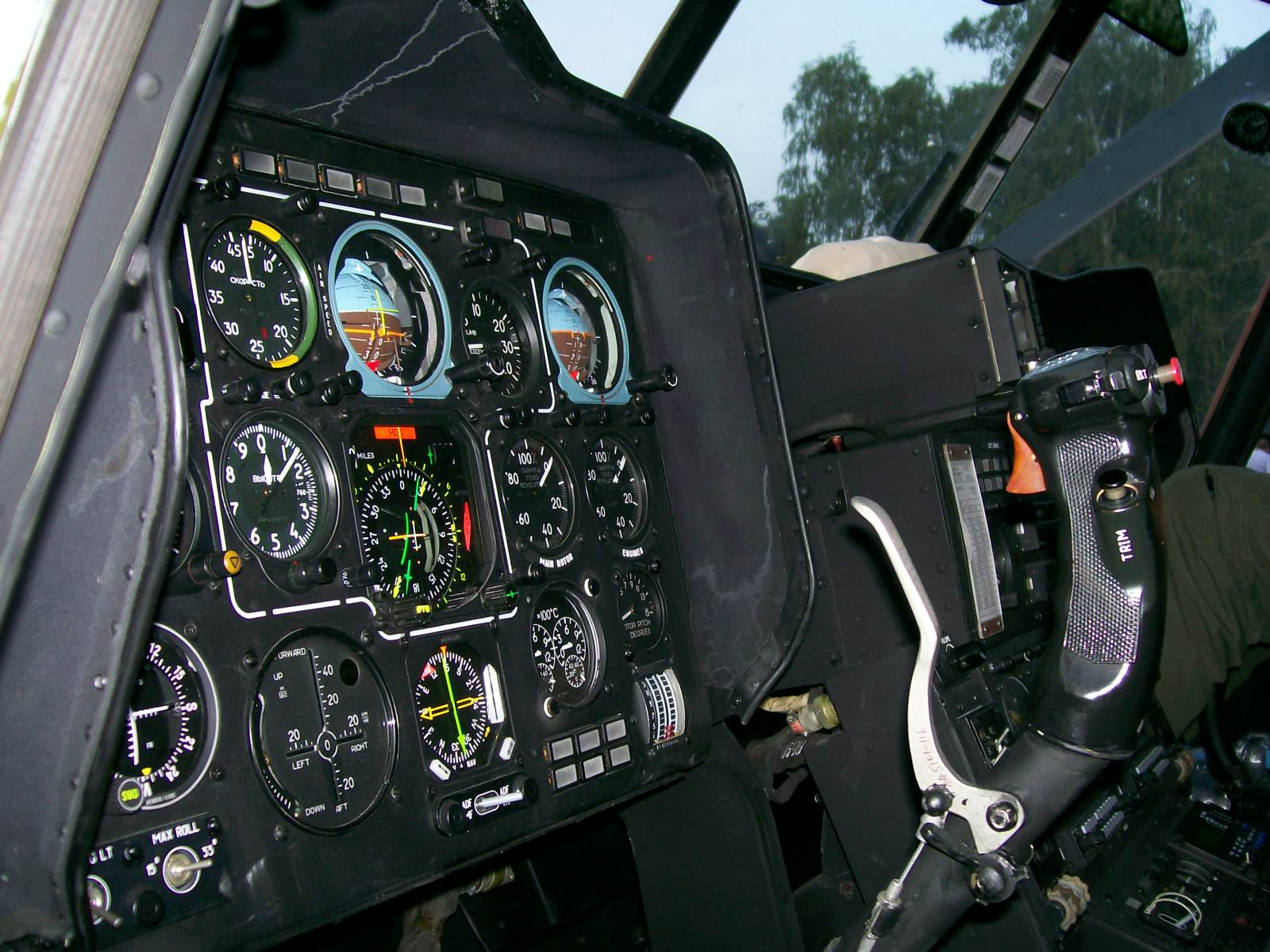
Mi-171Shのコックピット
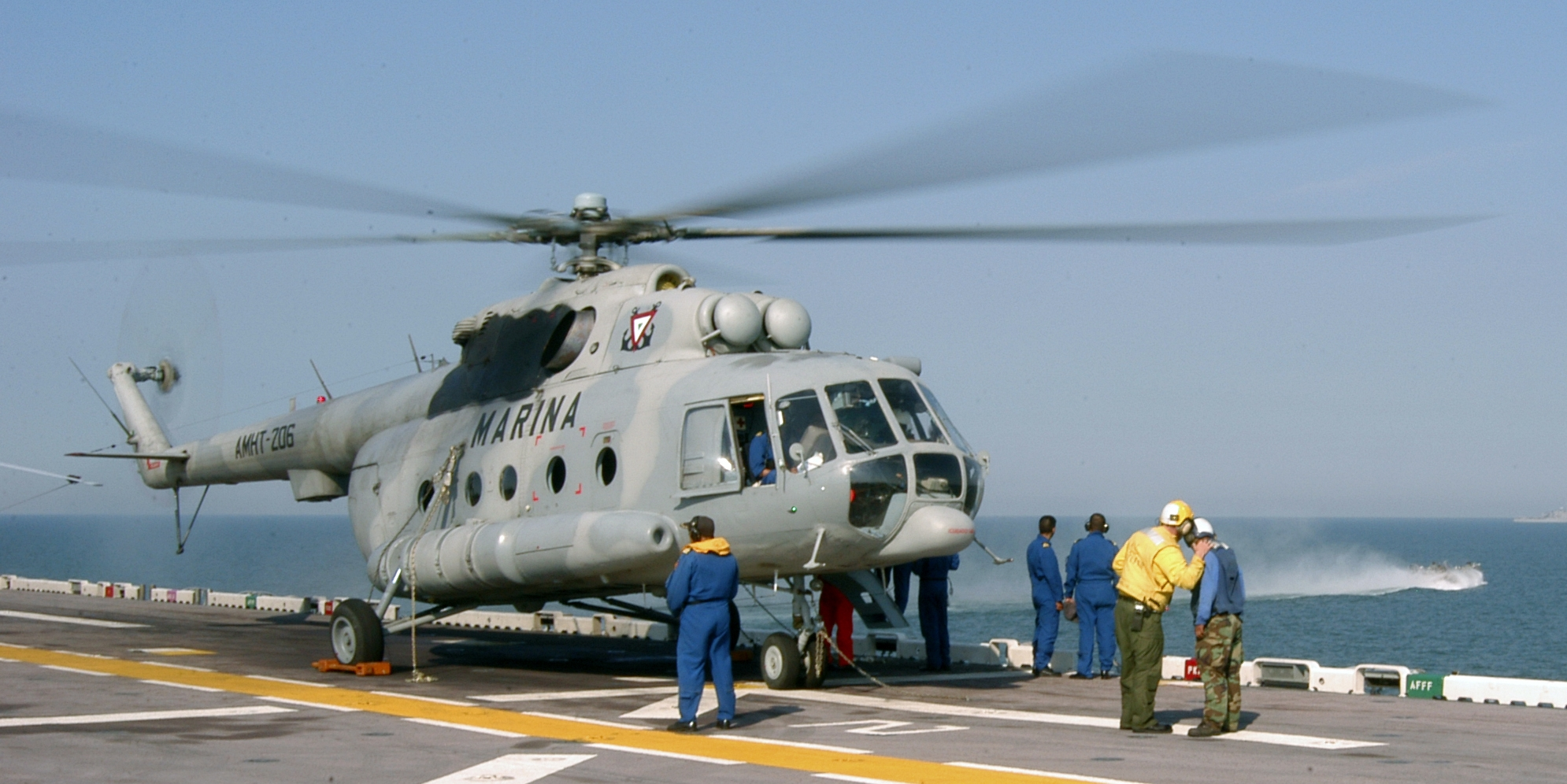
メキシコ海軍のMi-8MTV
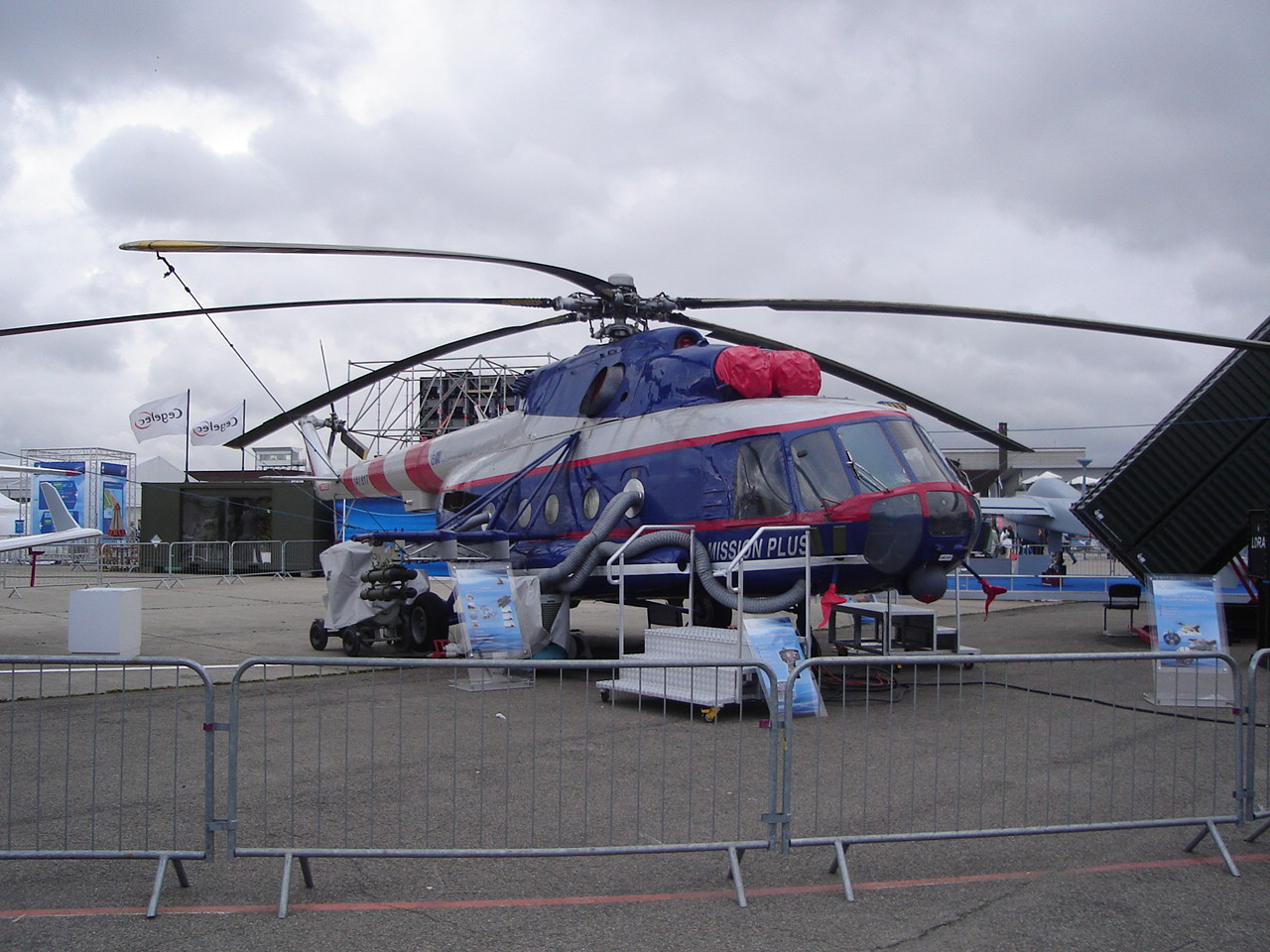
LAHATミサイルを搭載したMi-17
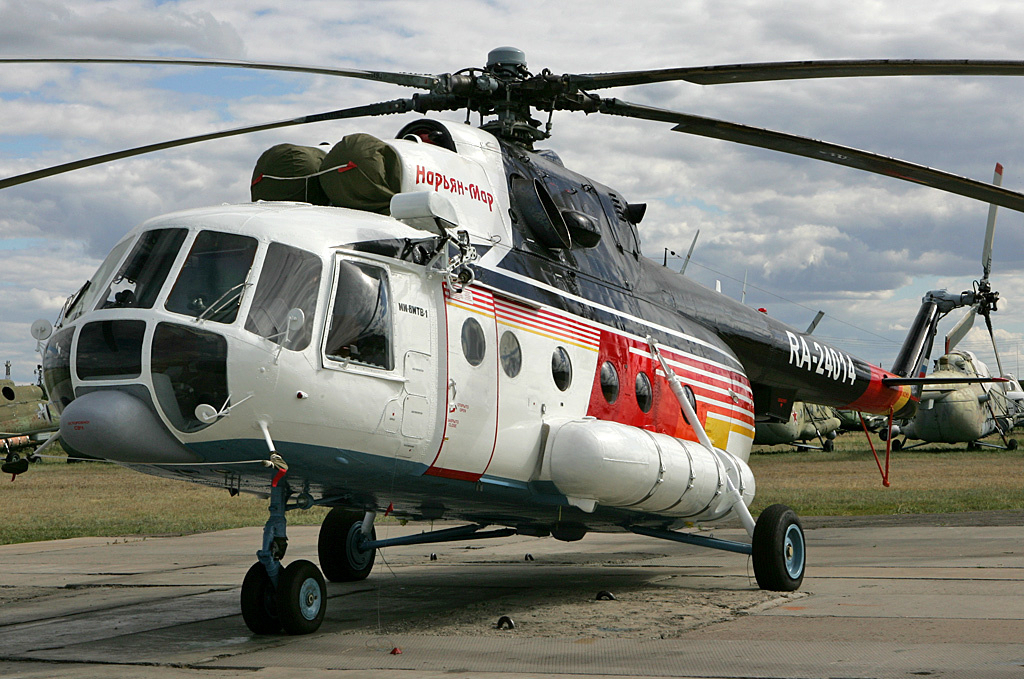
ナリヤン・マル連合航空のMi-8MTV-1
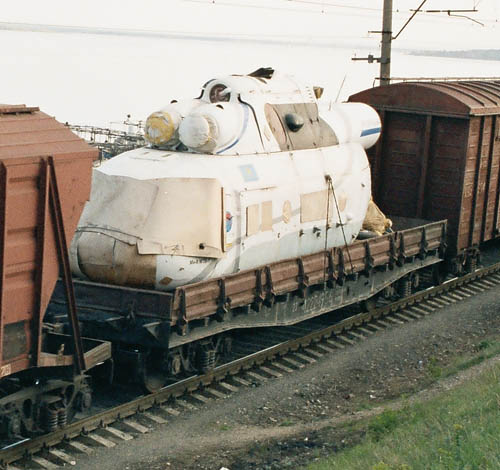
鉄道で輸送中のMI-8MTV-1
- リトアニア空軍のMi-8MTV-1（動画）
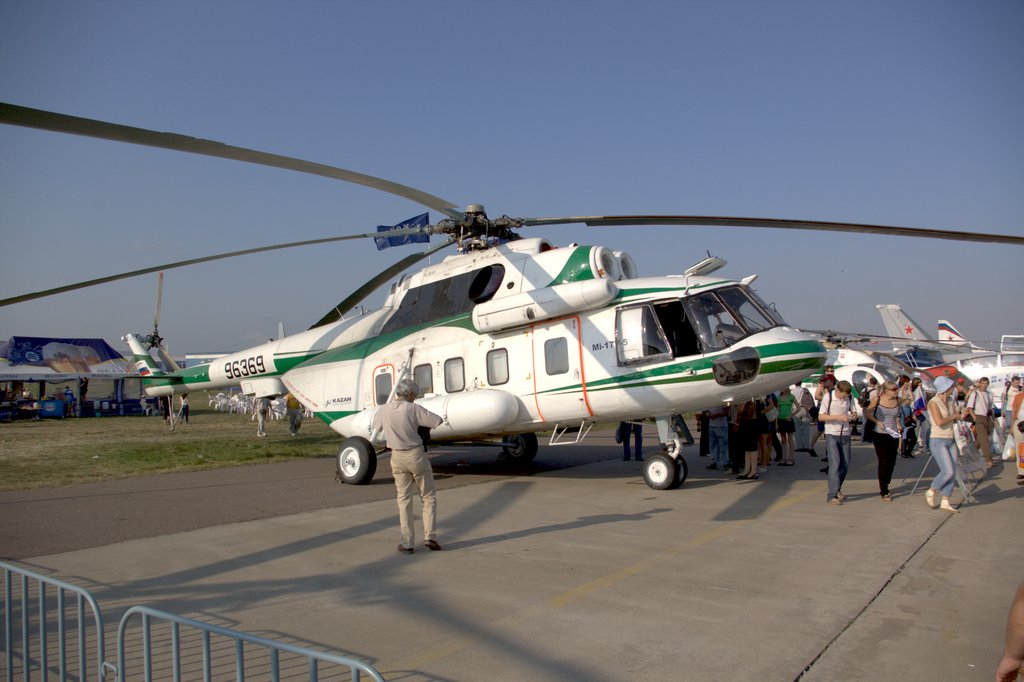
MAKS'07で展示されたMi-17V-5
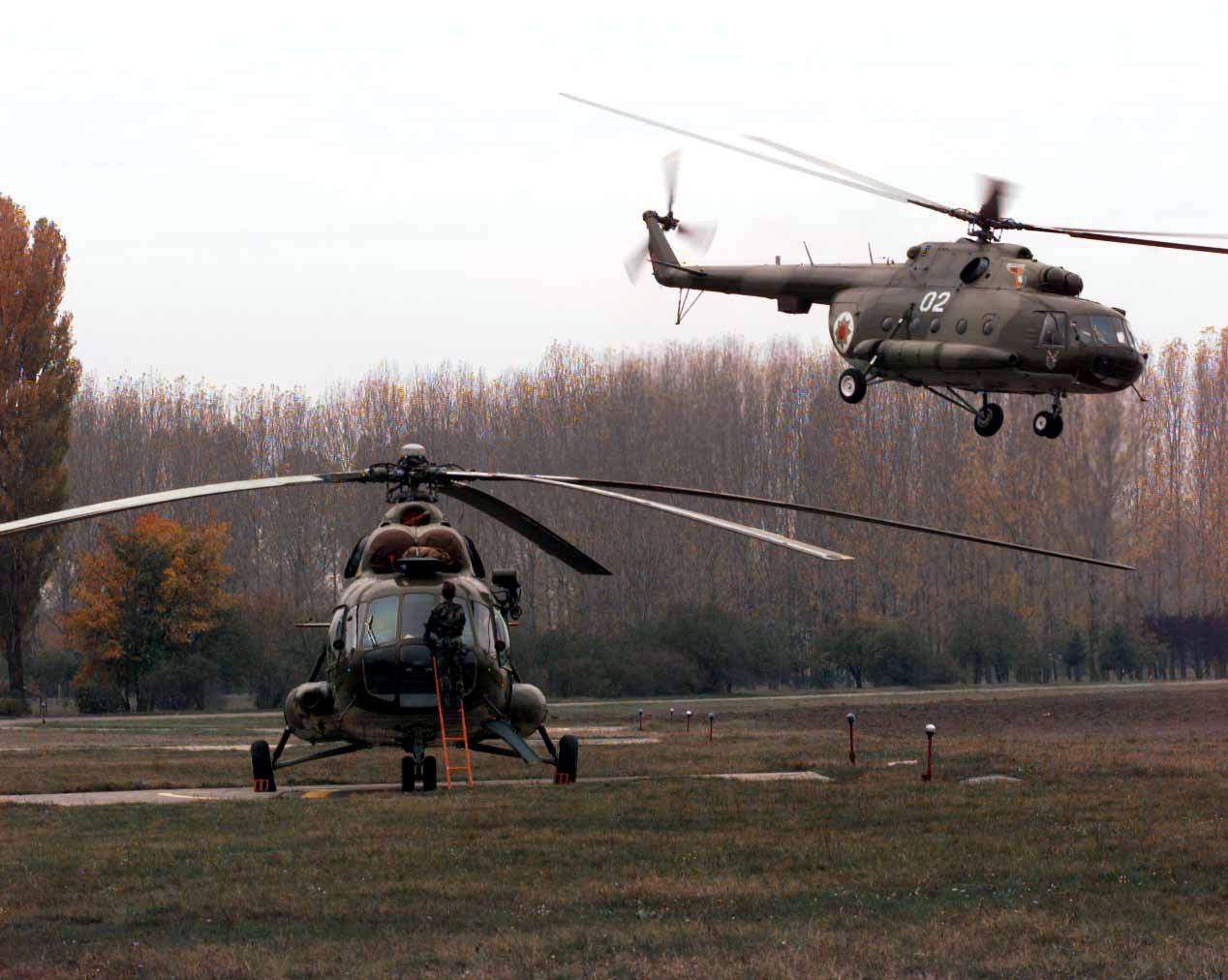
モルドヴァ空軍のMi-8MT
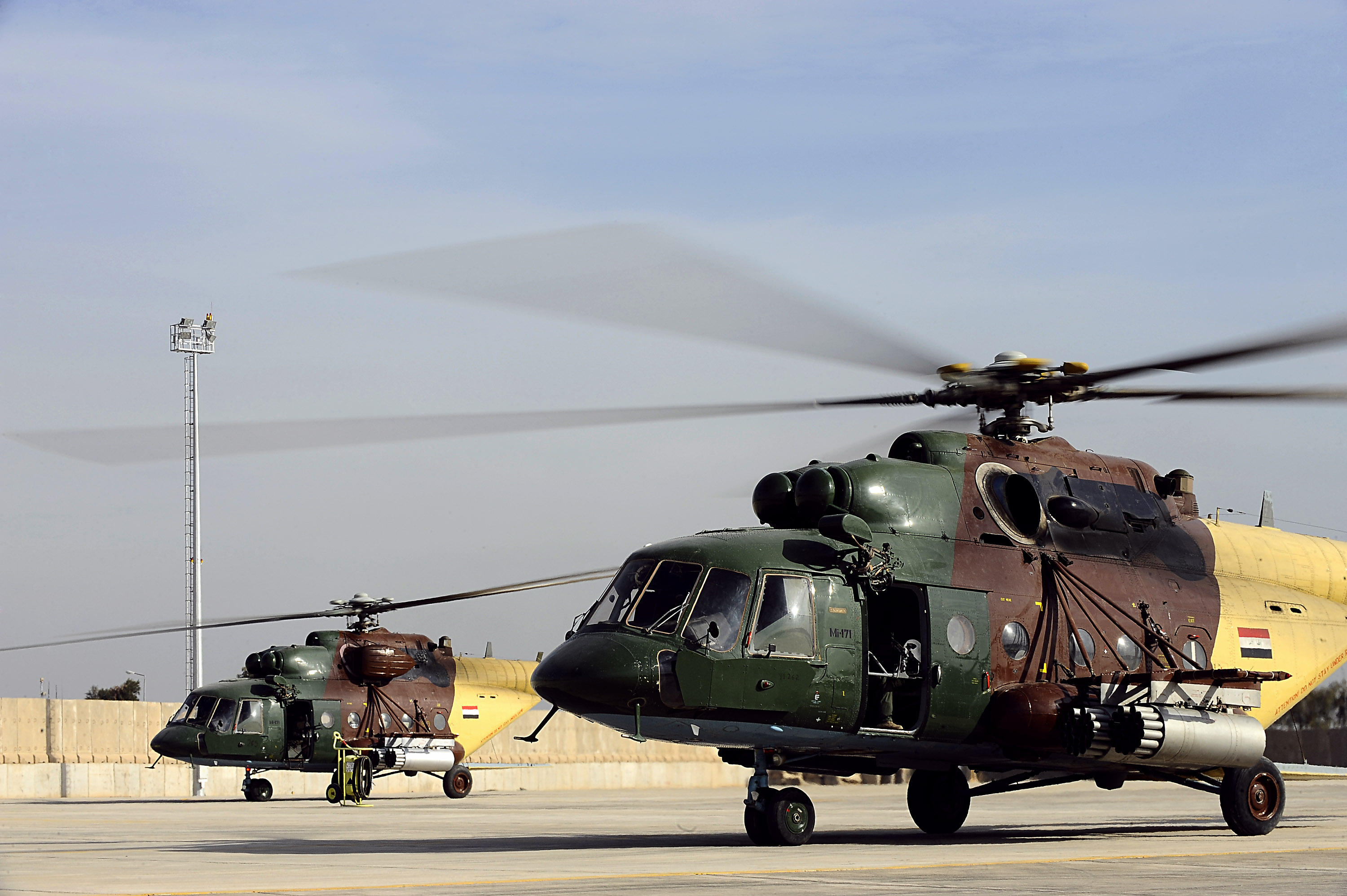
イラク空軍のMi-17V-5

## 登場作品

### ゲーム
『Operation Flashpointシリーズ』
『OFP:CWC』
ソ連軍陣営で使用可能な輸送ヘリコプターとして登場する。
『OFP:DR』
中国人民解放軍が使用するヘリコプターとしてMi-171が登場する。非武装の輸送型とロケット弾ポッドを搭載した対地攻撃機型の2種類が登場する。
『オペレーションゴースト』
ミッション3では4機、ファイナルミッションではテロリスト集団のボスが逃亡の際に乗り込む。いずれもスティンガーで撃墜する事になる。
『バトルフィールド2』
MECの輸送ヘリコプターとして登場する。ドアガンとして、機体左右の扉にKord重機関銃を搭載している。
『マーセナリーズ』
北朝鮮中国軍と反乱軍の輸送ヘリコプターとして登場する。